# Vuelo 814 de Indian Airlines
El vuelo 814 de Indian Airlines, comúnmente conocido como IC 814, fue un Airbus A300 de Indian Airlines en ruta del aeropuerto internacional Tribhuvan en Katmandú, Nepal, al aeropuerto internacional Indira Gandhi en Delhi, India, el viernes, 24 de diciembre de 1999, cuando fue secuestrado y voló a varias ubicaciones antes de aterrizar en Kandahar, Afganistán.
La aeronave estaba pilotada por el capitán Devi Sharan y el primer oficial Rajinder Kumar, ambos de 37 años, a los que acompañada el ingeniero de vuelo Anil Kumar Jaggia de 58 años. El Airbus fue secuestrado por cinco terroristas enmascarados poco después de su ingreso al espacio aéreo indio en torno a las 17:30 IST. Los secuestradores ordenaron que el aparato fuese conducido a diversas localizaciones: Amritsar, Lahore, y a lo largo del Golfo Pérsico a Dubái. Los secuestradores finalmente obligaron al avión a aterrizar en Kandahar, Afganistán, que en aquel momento estaba controlado por los Talibán. Los secuestradores liberaron a 27 de los 176 pasajeros en Dubái pero acuchillaron a uno hasta la muerte e hirieron a algunos más.
En aquel momento, la mayoría de Afganistán, incluyendo el aeropuerto de Kandahar donde aterrizó el avión secuestrado, se encontraba bajo control Talibán. Milicianos talibanes rodearon el avión para evitar cualquier intervención militar india, lo que fue descubierto por el entonces Asesor de Seguridad Nacional Ajit Doval cuando llegó al lugar. También encontraron que dos oficiales del ISI estaban en la plataforma y otros pronto se les unieron; uno de ellos se trataba de un teniente coronel y el otro tenía el rango de mayor. Doval dijo que si los secuestradores Talibán no hubiesen tenido el apoyo del ISI support, India podría haber resuelto de inmediato la crisis.
El motivo del secuestro fue aparentemente la consecución de la liberación de terroristas Islamistas que se encontraban encarcelados en India. La crisis con los rehenes duró siete días y terminó cuando India accedió a liberar a tres terroristas – Mushtaq Ahmed Zargar, Ahmed Omar Saeed Sheikh, y Masood Azhar. Los tres estuvieron posteriormente implicados en otras acciones terroristas, como el secuestro y asesinato en 2002 de Daniel Pearl y el ataques terroristas de Bombay de 2008. El secuestro fue visto como uno de la serie de ataques del milenio que tuvieron lugar entre finales de diciembre de 1999 y comienzos de enero de 2000 por terroristas vinculados a al-Qaeda.

## Secuestro
El 24 de diciembre de 1999, el vuelo IC 814 de Indian Airlines despegó desde Katmandú, Nepal, con Delhi, India como su destino previsto. El vuelo partió con 180 personas a bordo, incluyendo tanto a la tripulación como a los pasajeros. Uno de los pasajeros a bordo fue Roberto Giori, el entonces propietario de De La Rue Giori, una empresa que controlaba la mayor parte del negocio mundial de impresión de moneda en ese momento.
Poco después de que el avión hubiese partido de Katmandú, el sobrecargo Anil Sharma fue abordado por un hombre que llevaba un pasamontañas, quien le dijo que el avión estaba siendo secuestrado y que llevaba encima una bomba. Los secuestradores indicaron al capitán Devi Sharan que, "volase hacia el oeste", y siguiendo este patrón de vuelo entraron en espacio aéreo pakistaní, pero se les denegó el permiso para aterrizar en Lahore, Pakistán, por parte del Control de Tráfico Aéreo Pakistaní. Al referir que el combustible que llevaban a bordo sería insuficiente para seguir volando, los secuestradores permitieron al capitán Sharan a aterrizar el vuelo en Amritsar, Punjab, para su repostaje.
Los informes de inteligencia posteriores indicaron que los secuestradores habían adquirido cinco billetes para el vuelo en Katmandú; dos billetes de primera clase fueron adquiridos directamente, mientras que los tres asientos de clase turista fueron obtenidos a través de una agencia de viajes. Las autoridades de inteligencia índias creían que Dawood Ibrahim, un mafioso/terrorista indio buscado a escala global (oculto en Islamabad, Pakistán), había proporcionado asistencia para que los secuestradores pudiesen acceder al aeropuerto en Katmandú.
Los relatos posteriores de los pasajeros indicaban que los secuestradores habían ordenado a la tripulación que retiraran la comida que habían servido, y habían separado a los hombres de las mujeres y los niños, vendándoles los ojos y amenazándoles con haber detonar los explosivos si no cooperaban.

### Aterrizaje en Amritsar, India
Las primeras noticias que recibió el Control de Tráfico Aéreo (ATC) en India sobre el secuestro se recepcionaron a las 4:40 pm. El Grupo de Gestión de Crisis del Gobierno indio, liderado por el secretario de la unión Prabhat Kumar, no fue convocado al recibir las noticias de que el avión había sido secuestrado, y la información relativa al secuestro no fue transmitida en ese momento al Servicio de Inteligencia o al Departamento de Investigación y Análisis. El Primer Ministro de India, Atal Bihari Vajpayee, fue informado del accidente a las 7:00 pm.
A las 6:04 pm el Control Aéreo indio tomó contacto con el vuelo IC 814, pero no había recibido ninguna orden sobre como proceder. El capitán Devi Sharma notificó al control aéreo de que estaban cortos de combustible y que no habían sido autorizados a aterrizar en Lahore por parte del control aéreo pakistaní. Sharma continuó en contacto con el control aéreo, solicitando que se comunicaran con Pakistán y obtuvieran permiso para aterrizar, ya que los secuestradores no querían aterrizar en India y ya habían amenazado con ejecutar a 10 rehenes si no se cumplían sus demandas. A las 6:30 pm, el Alto comisionado indio en Pakistán solicitó permiso para que la aeronave aterrizase en el país, pero le fue denegado.
A las 6:44 pm, el vuelo IC 814 comenzó a descender sobre el cercano aeropuerto de Amritsar, tras un mensaje emitido por el capitán Sharan, y fue cercado por policías locales. El director general de la Policía del estado de Punjab, Sarabjeet Singh, más tarde afirmó que sólo había recibido información relativa al secuestro cuando lo vio por televisión a las 6 pm de aquella misma tarde. El Ministro de Interior del Gobierno de la Unión, L.K. Advani, también afirmó más tarde que las primeras informaciones del secuestro las había obtenido de las propias noticias, y no por parte del Grupo de gestión de Crisis, que acababa de ser convocado. Aunque recientemente había renunciado como inspector general de Policía en la zona, J.P. Birdi se dirigió hacia el avión, ya que su sucesor, Bakshi Ram, estaba de permiso cuando ocurrió el incidente.
Durante el aterrizaje, el IC 814 solicitó el inmediato repostaje del avión. El capitán Sharanmás tarde afirmó que había esperado la intervención por parte del gobierno indio, evitando el secuestro posterior y que el avión no hubiese tenido que despegar nuevamente de Amritsar. Según los planes de contingencia frente a los secuestros preparado por el Grupo de Gestión de Crisis, se creó un comité local compuesto por el Delegado de Distrito, el policía y el miembro del servicio de inteligencia de mayor rango, y el director del aeropuerto; siendo instruidos a demorar el repostaje de la aeronave todo cuanto fuese posible. Esta órdenes para el comité fueron recibidas desde el Gobierno Central a las 6:40 pm, sin embargo, se recibió una llamada telefónica con órdenes contradictorias lo que retrasó la respuesta inicial. Más tarde se hizo patente que esta comunicación telefónica se había tratado de una llamada falsa. Una nota enviada al comité local les aconsejó que garantizaran la demora por todos los medios posibles, incluido el desinflado de los neumáticos de la aeronave si fuera necesario.
Entre el aterrizaje y el despegue de nuevo a las 7:50 pm, el capitán Sharan mantuvo contacto con el Control de Tráfico Aéreo en cuatro ocasiones, informándoles de que los secuestradores estaban pertrechados con rifles Kalashnikov y habían empezado a matar rehenes, y solicitaron que se repostase el avión a la mayor brevedad para evitar más pérdidas humanas. Los secuestradores se negaron a comunicarse con los miembros de la policía local mientras que la aeronave se encontraba en Amritsar. Los testimonio posteriores revelaron que los secuestradores, molestos por el retraso en el repostaje, atacaron a Satnam Singh, un ciudadano alemán a bordo del avión, con un cuchillo, provocando varias heridas en el cuello.
A las 7:45 pm, el grupo especial de la policía de Punjab que se encontraban a la espera, recibieron órdenes del Grupo de Gestión de Crisis para escoltar a los vehículos cisterna hasta la aeronave, con la intención de desinflar las ruedas de la aeronave con el fin de inmovilizar el avión. Un camión cisterna fue enviado para interceptar la ruta de escape de la aeronave pero recibió órdenes del Control de Tráfico Aéreo de reducir la velocidad ya que el conductor se estaba aproximando al aparato a una alta velocidad. Al recibir esta orden, el camión cisterna se detuvo bruscamente. Más tarde, fue revelado que este acercamiento provocó que los secuestradores sospechasen que el proceso de repostaje buscase evitar su salida, y ordenaron al capitán Sharan despegar inmediatamente, provocando esto que la aeronave estuviese a punto de golpear al camión cisterna en la pista. Cinco pasajeros fueron situados en los asientos delanteros con las manos atadas, y los secuestradores amenazaron con ejecutar a estos pasajeros si la aeronave no despegaba de inmediato. El avión partió de Amritsar a las 7:49 pm, y el capitán Sharan anunció de la salida al control aéreo, afirmando, "estamos muertos." La unidad de fuerzas especiales india, la Guardia de Seguridad Nacional, llegaron al aeropuerto justo cuando el IC 814 despegaba.
Más tarde, salieron a la luz los esfuerzos por parte del antiguo jefe del RAW AS Dulat y de otros para encubrir los motivos reales de por qué la aeronave no fue inmovilizada y por qué no se había llevado a cabo un operativo especial para neutralizar la amenaza. El miembro RAW de nombre Shashi Bhushan Singh Tomar, marido de Sonia Tomar, se encontraba a bordo de la aeronave, siendo además el cuñado de N K Singh, secretario del entonces Primer Ministro Atal Bihari Vajpayee y este último aseguró que desde que la aeronave llegó a tierra no se llevó a cabo ninguna operación especial para asegurar la seguridad de su cuñado. Según el miembro RAW, R K Yadav, autor de la Misión R&AW, días antes del secuestro, UV Singh, otro activo RAW en Katmandú informó a Tomar que terroristas pakistaníes estaban planeando secuestrar un avión indio y ordenó a Singh que verificara la veracidad de su informe y aunque Singh avaló su fiabilidad Tomar lo reprendió y le dijo que no difundiera rumores. Más tarde, Tomar se encontró en el mismo avión que fue secuestrado y se convirtió en la causa del fracaso de este. El entonces Primer Ministro Atal Bihari Vajpayee no tuvo conocimiento del secuestro hasta las 7:00 pm, una hora y cuarenta minutos después de que se inició el secuestro del IC 814 y cuando hubo desembarcado en la zona VIP del área técnica de Palam.

### Aterrizaje en Lahore, Pakistán
Durante la aproximación a Lahore, Pakistán, el vuelo IC 814 solicitó permiso para aterrizar y le fue denegado por el control aéreo pakistaní, quien apagó todas las luces y ayudas a la navegación del aeropuerto para evitar un aterrizaje. Como el avión no había sido repostado en Amritsar, y se estaba quedando sin combustible, el capitán Sharan intentó un aterrizaje peligroso sin luces ni ayudas instrumentales, estando a punto de aterrizar en una autopista. Tras ello, el control aéreo pakistaní volvió a conectar las ayudas a la navegación y permitió aterrizar al avión en Lahore a las 8:07 pm.
India había, tras recibir información de que la aeronave había aterrizado en Lahore en Pakistán, desplegado un helicóptero para transportar al Alto Comisionado Indio, G. Parthasarthy en Islamabad, Pakistán, hasta el aeropuerto de Lahore, y había solicitado a las autoridades pakistaníes que se asegurasen de que el avión no abandonase Lahore. Los militares pakistaníes apagaron nuevamente las luces para prevenir que el avión pudiera despegar después de haber sido repostado, y rodearon el aparato con miembros de operaciones especiales. También intentaron negociar con los secuestradores para liberar a mujeres y niños a bordo del vuelo, pero se negaron. El Alto Comisionado de la India, G. Parthasarthy, llegó a Lahore después de que el vuelo IC 814 hubiera sido repostado y se le permitiera partir. Miembros de la Oficina de exteriores de India solicitaron informes relativos a que pasajeros a bordo habían sido asesinados, pero no recibieron respuesta alguna de las autoridades pakistaníes al respecto.

### Aterrizaje en Dubái, Emiratos Árabes Unidos
La aeronave despegó hacia Dubái (a unas 1250 millas (2012 km) de distancia), dónde 27 pasajeros a bordo del vuelo serían liberados. Los secuestradores también liberaron a un hombre de 25 años herido de gravedad, Rupin Katyal, quién había sido apuñalado por los secuestradores en varias ocasiones. Rupin había fallecido antes de la llegada del vuelo a la base aérea Al Minhad, en Dubái. Las autoridades indias querían que fuerzas especiales indias entrenadas en rescate de rehenes asaltasen el avión pero el gobierno de los Emiratos Árabes Unidos denegó el permiso.

### Aterrizaje en Kandahar, Afganistán
Después de que la aeronave aterrizase en Kandahar, las autoridades Talibán se ofrecieron a mediar entre India y los secuestradores, lo que India aceptó inicialmente. Dado que India no reconocía al régimen Talibán, desplegó a un miembro de su Alto Comisionado en Islamabad a Kandahar. La ausencia de contacto previo de India con el régimen Talibán complicó el proceso de negociación.
Sin embargo, la intención de los Talibán resultaba sospechosa desde el momento en que milicianos armados rodeasen el avión. Los Talibán sostenían que estas fuerzas habían sido desplegadas en un intento de disuadir a los secuestradores de matar o herir a los rehenes pero algunos analistas creían que se había actuado así para evitar una operación militar india contra los secuestradores. El jefe de la IB Ajit Doval afirmó que los secuestradores contaban con apoyo activo del ISI en Kandahar y que el ISI habían eliminado cualquier amenaza india contra los captores, significando esto que contaban con una huida garantizada y que no necesitaban negociar ninguna ruta de escape. Doval también sostuvo que si los secuestradores no hubiesen tenido un apoyo activo del ISI en Kandahar entonces India hubiese podido intervenir y solventar el secuestro.
Mientras se encontraba en Kandahar, los motores de la aeronave permanecieron constantemente conectados para proteger a todos los pasajeros de las frías noches de invierno de Afganistán.

### Negociaciones
El 25 y 26 de diciembre, India discutió internamente el procedimiento para interceder en las negociones, mientras los pasajeros a bordo del vuelo IC 814 aguardaban una decisión. Los pasajeros afirmaron posteriormente que habían recibido comidas mediocres y que habían tenido un acceso limitado al agua potable y a los baños, y que los secuestradores habían utilizado el sistema de altavoces a bordo de la aeronave para hacer proselitismo entre los pasajeros.
El 25 de diciembre, Indian Airlines proporcionó un vuelo especial de repatriación, que trajo de vuelta a 27 pasajeros que habían sido liberados, así como el cuerpo de Rupin Katyal, que había sido asesinado cuando el avión se encontraba en Dubái, y a Satnam Singh, quien había sido atacado por los secuestradores en Amritsar y había sufrido varias cuchilladas en el cuello.
El ministro de interior L. K. Advani se había opuesto a intercambiar la liberación de los rehenes por la libertad de los secuestradores, ya que esto afectaría a la opinión pública del gobierno, mientras que el ministro de asuntos exteriores Jaswant Singh abogó por negociar con los talibán. El 27 de diciembre, el gobierno indio envió a un equipo de negociadores liderado por Vivek Katju, el secretario adjunto en el ministerio de interior, junto con el funcionario del ministerio de interior Ajit Doval y S.D. Sahay de la secretaría del gabinete.
Las negociaciones no prosperaron, ya que los talibán rechazaron inicialmente permitir que las fuerzas especiales indias intentasen una operación de cobertura, y también declinaron permitir que sus propias fuerzas especiales hiciesen lo propio. Para evitar cualquier operación militar, los talibán rodearon el avión con tanques, y el 27 de diciembre, uno de los talibán hablando con un periódico local declaró que los secuestradores deberían abandonar Afganistán o deponer las armas. Los indios interpretaron esta declaración como una afirmación de que los talibanes arrestarían a los secuestradores si se rendían y comenzaron a negociar con ellos sobre sus demandas. Estas demandas incluían la liberación de 36 prisioneros, pero finalmente se redujo hasta tres prisioneros durante las negociaciones:
- Maulana Masood Azhar – quien había fundado Jaish-e-Muhammed en 2000, que ganó notoriedad por su supuesto papel en el ataque al parlamento indio de 2001 y los atentados de Bombay de 2008, que provocaron la muerte de cientos de personas, así como el ataque de Pulwama de 2019 que produjo la muerte de 44 miembros de la CRPF.[25][26]
- Ahmed Omar Saeed Sheikh – quien fue arrestado en 2002 por las autoridades pakistaníes por el secuestro y asesinato de Daniel Pearl.[27][28] Sheikh, que había sido encarcelado en relación con los secuestros de turistas occidentales en India en 1994, asesinó a Daniel Pearl y también supuestamente desempeñó un papel importante en la planificación de los atentados del 11 de septiembre de 2001 en los Estados Unidos.[29]
- Mushtaq Ahmed Zargar – quien había jugado un papel activo desde su liberación en el entrenamiento de militantes islámicos en territorio administrado por Pakistán de Jammu y Cachemira.[30]

El 30 de diciembre, el Jefe del departamento de Investigación y Análisis A.S. Dulat se puso en contacto con el delegado de Jammu y Cachemira Farooq Abdullah, para que liberase a dos presos solicitados por los secuestradores. Estos prisioneros estaban en ese momento recluidos en cárcelos de Cachemira. Abdullah se mostró contrario a liberar a los prisioneros, advirtiendo a Dulat de las consecuencias a largo plazo, pero no obstante aceptó la solicitud del gobierno indio. Mushtaq Ahmad Zargar fue liberado de una prisión en Srinagar y voló junto a Sheikh y Azhar hasta Kandahar.
En ese momento, los rehenes habían sido autorizados a abandonar el avión por parte de los secuestradores, y estos últimos habían depuesto las armas. Los relatos de los pasajeros indicaron que los secuestradores pidieron a los pasajeros que mostraran su gratitud al gobierno de Afganistán, después de lo cual recolectaron dinero y se lo entregaron a uno de los pasajeros, Anuj Sharma, a quien se le indicó que lo usara para encargar un recuerdo del secuestro para un museo en Kandahar.
Sin embargo, en lugar de arrestar a los secuestradores y los tres prisioneros liberados, las autoridades talibán trasladaron a estos últimos pasando la frontera Afganistán-Pakistán, a Quetta en Pakistán.
Así mismo, los talibán dieron a los secuestradores diez horas para abandonar Afganistán. Los cinco secuestradores se marcharon llevando como rehén a uno de los talibán para asegurarse de que su huida fuese segura y se notificó que lograron huir de Afganistán.

## Consecuencias
Retornado a Indian Airlines en enero de 2000, el Airbus de casi 20 años de antigüedad fue "retirado" del vuelo a comienzos de 2001, y permaneció en la base de ingeniería de Indian Airlines en Santa Cruz, Bombay. Comprado por Airbus en mayo de 2002, la aeronave fue posteriormente almacenada en el aeropuerto internacional Chhatrapati Shivaji Maharaj en marzo de 2003. Tres años y medio después del secuestro, el aparato secuestrado fue vendido como chatarra a Indian Airlines en mayo de 2003, siendo posteriormente desguazado en Bombay en diciembre de 2003. Se cree que el fuselaje fue vendido por 22 lakh. El proceso de desguace fue efectuado con la intermediación de Metal Scrap Trading Corporation (MSTC).

### Proceso
El caso fue investigado por la Oficina Central de Investigación (CBI), que acusó a diez personas (de las cuales siete, incluyendo los cinco secuestradores, se encontraban prófugos en Pakistán). El 5 de febrero de 2008, un juzgado de Patiala dedicado en exclusiva a juicios antiterroristas sentenció a los tres acusados, cuyos nombres fueron Abdul Latif, Yusuf Nepali, y Dilip Kumar Bhujel, a cadena perpetua. Fueron acusados de colaboración con los secuestradores en la consecución de pasaportes falsos y de que hubiesen podido introducir armas a bordo. Sin embargo, la CBI trasladó al Tribunal Superior de Punjab y Haryana la solicitud de pena de muerte (en lugar de cadena perpetua) para Abdul Latif. El caso entró en audiencia ordinaria en el alto tribunal en septiembre de 2012, pero la demanda de la CBI fue rechazada. También, la solicitud de Abdul Latif para la condicional fue rechazada en 2015. El 13 de septiembre de 2012, la policía de Jammu y Cachemira arrestó al sospechoso de terrorismo Mehrajuddin Dand, quién afirmó haber proporcionado apoyo logístico para el secuestro del IC-814 en 1999. Afirmó haber proporcionado la documentación de viaje a los secuestradores. El Alto Tribunal de Punjab y Haryana también sentenció a dos personas más por el ataque, a cumplir pena de cadena perpetua. Ambos apelaron la decisión a la Corte Suprema de India.
El 10 de julio de 2020, uno de los acusados, Abdul Latif Adam Momin, junto con otras dieciocho personas incluyendo a un empleado de la oficina de pasaportes, fueron absueltos en el Tribunal de Primera Instancia de Bombay de los cargos relativos a la fabricación de pasaportes en conexión con el secuestro.
El avión secuestrado se convirtió en la principal prueba de la evidencia en la consiguiente investigación criminal en los juzgados de Punjab, donde el secuestro estaba siendo juzgado, alegando que el avión fue vital en la investigación de los hechos. Los detectives obtuvieron huellas de los secuestradores de su interior. Fue creado un modelo a semejanza del avión con todos sus asientos, para su uso en el juzgado teniendo que entrenar a uno de sus funcionarios en su ensamblaje, ya que resultaba complicado de manejar.

### Consecuencias políticas
El incidente fue visto como un fracaso del gobierno del BJP con su Primer Ministro Atal Bihari Vajpayee y el jefe del IB Ajit Doval dijo que India podía haber tenido una posición de negociación más fuerte si la aeronave no hubiese sido autorizada a abandonar territorio indio. Doval, el jefe del IB, quién lideraba el equipo de cuatro miembros enviado a Kandahar, describió todo el secuestro como un "fallo diplomático," del gobierno por su incapacidad de hacer que los Estados Unidos y los Emiratos Árabes Unidos utilizasen su influencia para ayudar a conseguir una pronta liberación de los pasajeros.
El ministro de asuntos exteriores Jaswant Singh también recibió críticas por elogiar a los talibán por su cooperación después de que los rehenes hubieran regresado.
Los familiares de los pasajeros a bordo del vuelo IC 814 también formularon protestas públicas al haberles denegado información relativa al estado físico y de salud de los pasajeros, entrando por la fuerza en dos ocasiones a las reuniones y encuentros de miembros del gobierno, para exigir información, y efectuaron ruedas de prensa para criticar al gobierno. Se hizo circular entre la población una comunicación del control aéreo de Kandahar, afirmando que el avión estaba siendo limpiado con regularidad, y que a los pasajeros se les habían suministrado alimentos, agua y entretenimiento. No obstante, esta comunicación se probó como falsa más tarde a tenor de los relatos de los pasajeros.

## En la cultura popular
El Capitán Devi Sharan (Comandante del IC814) rememoró los acontecimientos sucedidos en un libro titulado Volando en el miedo – La historia del capitán (2000). El libro fue escrito en colaboración con el periodista Srinjoy Chowdhury. El ingeniero de vuelo Anil K. Jaggia también escribió un libro para describir de manera detallada los eventos que quedaron ocultos durante el secuestro titulado ¡IC 814 Secuestrado! La historia interna. El libro fue escrito en colaboración con Saurabh Shukla. La sobrecargo, Anil Sharma, también escribió un detallado informe del secuestro basado en sus vivencias en el libro, Rastro de Terror de India Airlines. Indian Airlines, la única aerolínea nacional de la India hasta 1993, fue secuestrada en dieciséis ocasiones, desde 1971 a 1999.
La película de Bollywood de 2003 Zameen está estrechamente relacionada con el secuestro del vuelo IC 814 y también con la Operación Entebbe de las Fuerza de Defensa de Israel en Uganda. Hijack es un thriller de acción indio de 2008 en hindi dirigido por Kunal Shivdasani basado en el secuestro y que contaba con las estrellas Shiney Ahuja, Esha Deol y Ishitha Chauhan en los papeles principales. Kandahar, una película bélica india de 2010 en idioma malabar dirigida por Major Ravi está basada en el secuestro. La situación política se retrata desde una perspectiva india en la película. Payanam (traducido como Viaje}}), una película india thriller de acción de 2011 grabada por Radha Mohan está también estrechamente relacionada con el secuestro de Indian Airlines pero tiene lugar en el aeropuerto de Tirupati en Andhra Pradesh. En 2024 Netflix estreno la miniserie IC 814: The Kandahar Hijack